# Bob Ostertag

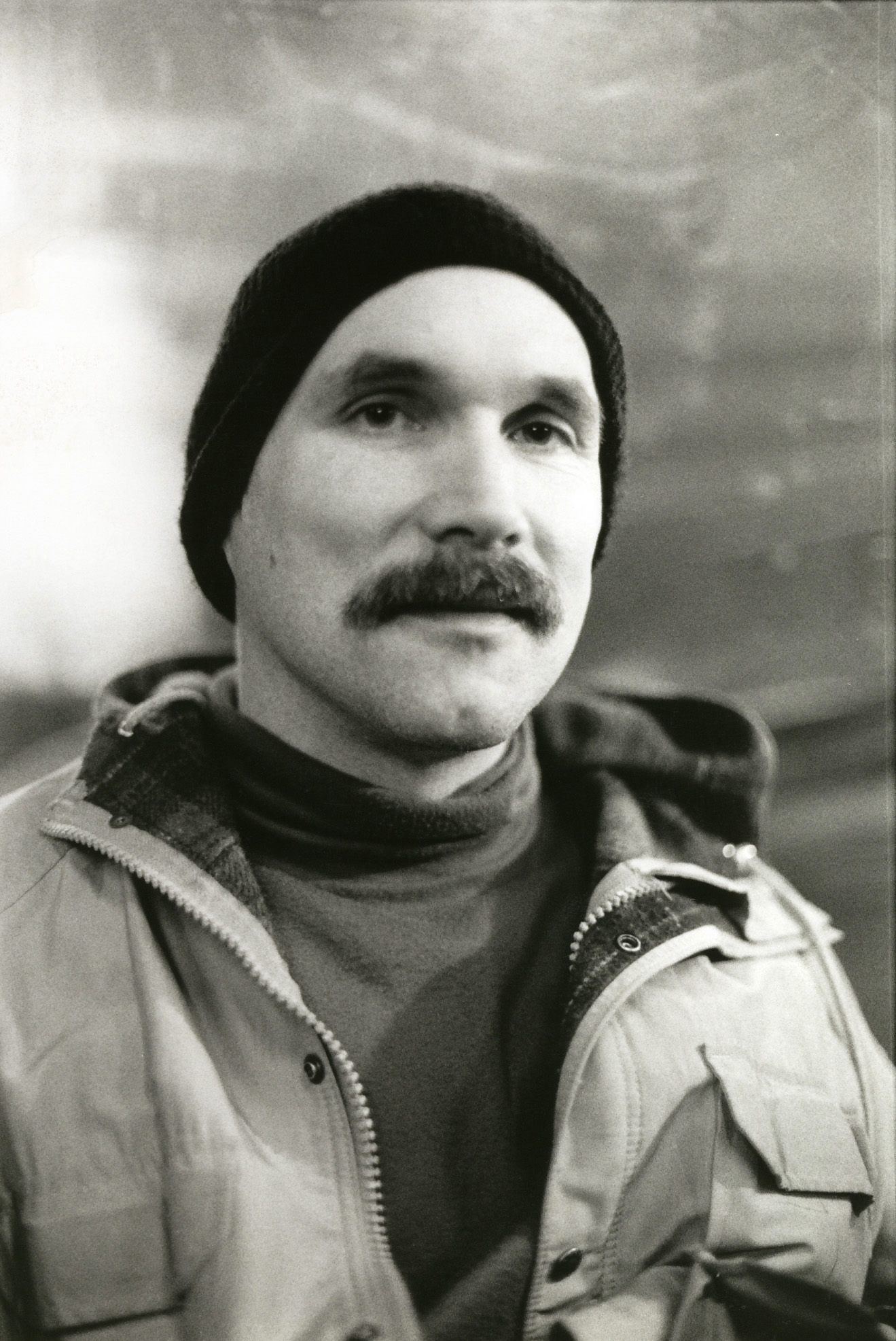
Bob Ostertag (2003)

Robert „Bob“ Ostertag (* 19. April 1957 in Albuquerque) ist ein improvisierender Klangkünstler (Sampler, zunächst Keyboards) und Komponist, der Wolf Kampmann zufolge „den Sampler als gleichberechtigtes Instrument in den Jazz eingeführt“ hat.

## Leben und Wirken
Ostertag, der seit seiner Jugend in Colorado Gitarre spielte und eigene Kompositionen mit einem Highschool-Ensemble probte, studierte ab 1976 am Oberlin Conservatory of Music. Dort wendete er sich dem Synthesizer zu und gründete mit Ned Rothenberg und Jim Katzin ein Improvisationsensemble. Nachdem er mit Anthony Braxton in Europa konzertierte, zog er nach New York City, wo er rasch mit John Zorn, Fred Frith, Zeena Parkins und anderen Musikern der Downtown-Avantgarde zusammenarbeitete. Nach ersten, nur wenig beachteten Alben, einigen Jahren politischer Tätigkeit, unter anderem in El Salvador, und einer Tour mit Fred Friths Keep the Dog erregte er 1990 mit Attention Span Aufsehen, wo er Soli von Zorn und Frith auseinandernahm und neu zu einer digitalen Textur verknüpfte. Im Album Sooner or Later zeigte er aus der Perspektive einer Fliege, wie ein Junge in Nicaragua seinen Vater, einen Sandinisten begrub. 1992 komponierte er für das Kronos Quartet All the Rage (in Zusammenarbeit mit David Wojnarowicz, dem er nach seinem unzeitigen, AIDS-bedingten Tod Burns Like Fire widmete). 1993 gründete er das Quartett  Say No More mit Phil Minton, Mark Dresser und Gerry Hemingway, mit dem er reale und virtuelle Begegnungen interagieren ließ. 1999 wechselte er zum Laptop, was ihm erlaubte, Soloimprovisationen live aufzuführen.
2006 veröffentlichte Ostertag, soweit dies möglich war, seine Aufnahmen unter einer nicht-kommerziellen Creative-Commons-Lizenz.
Derzeit ist Ostertag Professor für technokulturelle Studien an der University of California, Davis.

## Schriften
- Human Bodies, Computer Music. Leonardo Music Journal, Vol. 12, Pleasure, S. 11–14, MIT, Cambridge/M 2002
- People's Movements, People's Press: The Journalism of Social Justice Movements. Beacon Press, 2006, ISBN 978-0-8070-6166-4
- Why Gay Marriage is the Wrong Issue. In: Huffington Post. 21. Dezember 2008
- Gay Marriage, Part 2. In: Huffington Post. 23. Dezember 2008
- Creative life: music, politics, people, and machines. University of Illinois Press, Urbana and Chicago 2009, ISBN 978-0-252-07646-6
- Warum ich meine Musik nicht mehr verschenke. iRightsInfo, Urheberrecht und kreatives Schaffen in der digitalen Welt. 25. März 2013
- Sex science self: a social history of estrogen, testosterone, and identity. University of Massachusetts Press, Amherst 2016, ISBN 978-1-62534-213-3
- A Home Yoga Companion: How to Safely Develop Your Own Yoga Practice While Stuck at Home During a Global Pandemic. 2021, erschienen im amerikanischen Independent-Verlag PM Press, Oakland, Kalifornien
- Facebooking the Anthropocene in Raja Ampat: Technics and Civilization in the 21st Century. PM Press 2021, ISBN 978-1629638300

## Diskographische Hinweise
- Sooner or Later (1991)
- Fear No Love (mit Mike Patton, Fred Frith, Justin Bond, Lynn Breedlove u. a.) (1995)
- PantyChrist (mit Otomo Yoshihide und Justin Bond) (1999)
- Say No More Project CDs 1 & 2 (2002)
- Say No More Project CDs 3 & 4 (2002)

### Soloimprovisationen
- Like a Melody, No Bitterness: Bob Ostertag Solo Volume 1 (1997)
- DJ of the Month: Bob Ostertag Solo Volume 2 (2003)

## Lexikalische Einträge
- Wolf Kampmann (Hrsg.), unter Mitarbeit von Ekkehard Jost: Reclams Jazzlexikon. Reclam, Stuttgart 2003, ISBN 3-15-010528-5.